# Premio Panofsky

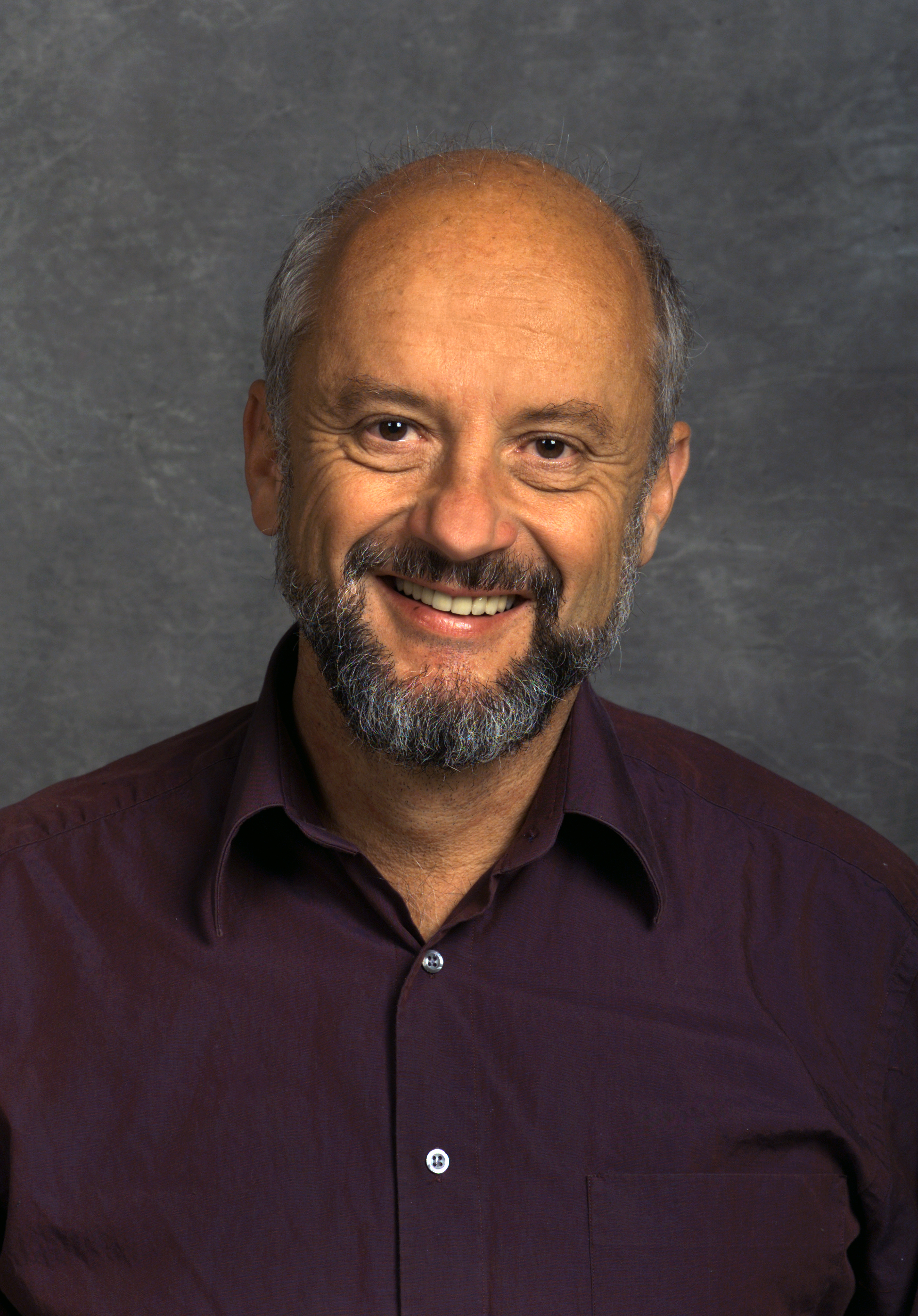
Piermaria Oddone.

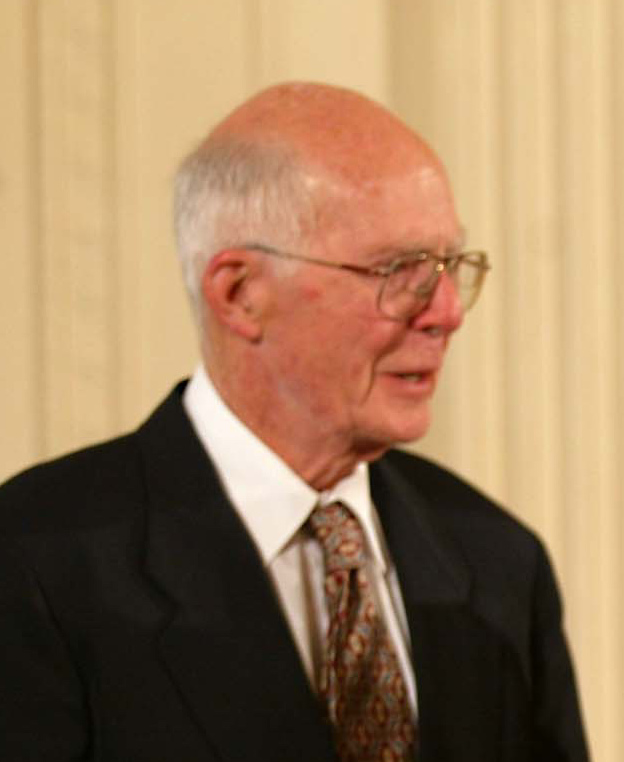
Raymond Davis, Jr.

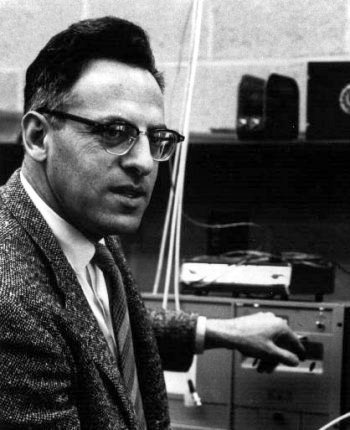
Frederick Reines.

El Premio Panofsky es un galardón que se entrega anualmente en reconocimiento de logros destacados en el campo de la Física experimental de partículas. Fue establecido en 1985, por la "División de partículas y campos" de la Sociedad Americana de Física, junto con amigos del profesor emérito de la Universidad de Stanford, Wolfgang Panofsky.

## Ganadores
- 2020: Wesley Smith[2]
- 2019: Sheldon Leslie Stone[3]
- 2018: Lawrence Sulak[4]
- 2017: Tejinder Virdee,[5] Michel Della Negra,[6] Peter Jenni[7]
- 2016: David Hitlin, Fumihiko Takasaki, Jonathan Dorfan, Stephen L. Olsen
- 2015: Stanley G. Wojcicki
- 2014: Kam Biu Luk, Wang Yifang
- 2013: Blas Cabrera, Bernard Sadoulet
- 2012: Bill Atwood
- 2011: Doug Bryman, Laurence Littenberg, Stew Smith
- 2010: Eugene Beier
- 2009: Aldo Menzione, Luciano Ristori
- 2008: George Cassiday, Pierre Sokolsky
- 2007: Bruce Winstein, Heinrich Wahl, Italo Mannelli
- 2006: John Jaros, Nigel Lockyer, William T. Ford
- 2005: Piermaria Oddone[8]
- 2004: Arie Bodek
- 2003: William J. Willis
- 2002: Masatoshi Koshiba, Takaaki Kajita, Yoji Totsuka
- 2001: Paul Grannis
- 2000: Martin Breidenbach
- 1999: Edward H. Thorndike
- 1998: David Robert Nygren
- 1997: Henning Schröder, Yuri Mikhailovich Zaitsev
- 1996: Gail G. Hanson, Roy Schwitters
- 1995: Frank J. Sciulli
- 1994: Thomas J. Devlin, Lee G. Pondrom
- 1993: Robert B. Palmer, Nicholas Samios, Ralph P. Shutt
- 1992: Raymond Davis, Jr. y Frederick Reines
- 1991: Gerson Goldhaber y Francois Pierre[9]
- 1990: Michael S. Witherell
- 1989: Henry Way Kendall, Richard E. Taylor, Jerome Isaac Friedman
- 1988: Charles Y. Prescott